# Вест-Чейзі (Нью-Йорк)
Вест-Чейзі (англ. West Chazy) — переписна місцевість (CDP) в США, в окрузі Клінтон штату Нью-Йорк. Населення — 558 осіб (2020).

## Географія
Вест-Чейзі розташований за координатами 44°49′4″ пн. ш. 73°30′42″ зх. д. / 44.81778° пн. ш. 73.51167° зх. д. (44.817845, -73.511729).  За даними Бюро перепису населення США в 2010 році переписна місцевість мала площу 4,86 км², уся площа — суходіл.

## Демографія
Згідно з переписом 2010 року, у переписній місцевості мешкало 529 осіб у 195 домогосподарствах у складі 138 родин. Густота населення становила 109 осіб/км².  Було 233 помешкання (48/км²).
Расовий склад населення:
| - 96,0 % — білих - 0,8 % — корінних американців - 0,4 % — вихідців з тихоокеанських островів - 0,4 % — чорних або афроамериканців - 0,2 % — азіатів |

До двох чи більше рас належало 1,5 %. Частка іспаномовних становила 0,6 % від усіх жителів.
За віковим діапазоном населення розподілялося таким чином: 26,3 % — особи молодші 18 років, 61,8 % — особи у віці 18—64 років, 11,9 % — особи у віці 65 років та старші. Медіана віку мешканця становила 37,9 року. На 100 осіб жіночої статі у переписній місцевості припадало 101,9 чоловіків;  на 100 жінок у віці від 18 років та старших — 104,2 чоловіків також старших 18 років.
Середній дохід на одне домашнє господарство  становив 55 772 долари США (медіана — 50 694), а середній дохід на одну сім'ю — 60 417 доларів (медіана — 68 453). За межею бідності перебувало 26,0 % осіб, у тому числі 37,6 % дітей у віці до 18 років та 0,0 % осіб у віці 65 років та старших.
Цивільне працевлаштоване населення становило 457 осіб. Основні галузі зайнятості: виробництво — 26,0 %, будівництво — 20,1 %, науковці, спеціалісти, менеджери — 9,6 %, освіта, охорона здоров'я та соціальна допомога — 8,5 %.